# Delta-S
Delta-S (rusky Дельта-С) je jeden z ruských počítačů kompatibilních s počítačem Sinclair ZX Spectrum. Jedná se o variantu počítače se 48 KiB, nebo 128 KiB paměti. Počítač se vyráběl v Kazani a v Čeboksary. Některé počítače obsahují i podporu pro znaky cyrilice.

## Varianty počítače
Počítač existuje v několika variantách:
- Delta-S 48, obsahující asi 70 obvodů, varianta počítače ZX Spectrum 48K,
- Delta-S 48, obsahující 52 obvodů, varianta počítače ZX Spectrum 48K,
- Delta-S 48, obsahující asi 20 obvodů -  varianta počítače ZX Spectrum 48K, založena na obvodu 1515ХМ1 (jiné označení pro obvod Т34ВГ1),
- Delta-S 128 -  varianta počítače ZX Spectrum 128K, založena na obvodu КБ01ВГ1-2. Obsahuje porty pro Kempston joystick a Sinclair joystick 2.[3]

Počítač dále existuje ve variantách Delta-SA (rusky Дельта-СА) a Delta-SB (rusky Дельта-СБ), tyto se liší vzhledem obalu a klávesnice. Další známé varianty jsou Delta-Sekam-Disk (rusky Дельта-Секам-Диск) a Delta-Mikro (rusky Дельта-Микро).

## Technické informace
- procesor: КР1858ВМ1 (varianta procesoru Z80), 3,5 MHz,[5]
- paměť RAM: 48 KiB (varianta Delta-S 128 obsahuje 128 KiB),
- paměť ROM: 16 KiB.